# Christopher Hawkes
Christopher Hawkes (ur. 5 czerwca 1905, zm. 29 marca 1992) – angielski archeolog specjalizujący się w prehistorii Europy. W latach 1946–1972 był profesorem archeologii europejskiej na Uniwersytecie w Oxfordzie.

## Życiorys
Christopher urodził się 5 czerwca 1905 roku w Londynie jako najstarszy i jedyny syn małżeństwa Charlesa Pascoe Hawkesa, prawnika i Eleanor Wiktorii z domu Cobb. W 1918 roku rozpoczął naukę w Winchester College, gdzie zainteresował się archeologią. W 1924 rozpoczął studia w tym kierunku na Uniwersytecie Oxfordzkim. Pierwsze doświadczenia zdobywał na wykopaliskach w Brecon prowadzonych przez Mortimera Wheelera. Podczas wykopalisk w Colchester poznał swoją przyszłą żonę Jessie Hawkes.
W 1956 roku zaczął wykładać archeologię Cesarstwa Rzymskiego na Uniwersytecie Oxfordzkim.